# Fetišizam
Fetiš (fr. fétiche; od port. feitiço; od lat. facticius, umjetan) u etnologiji jest predmet za koji se vjeruje da ima nadnaravne moći.

## Povijest pojma
Termin je nastao u 18. st. i rabio se u primjeni teorije evolucije na religiju. Skovao ga je 1757. francuski spisatelj, političar i učenjak Charles de Brosses, uspoređujući zapadnoafričku religiju s magijskim aspektima staroegipatske religije. Prema de Brossesu, fetišizam je najranija (najprimitivnija) faza evolucije religije, nakon koje slijede faze totemizma, politeizma i monoteizma. U osnovi, fetišizam predmetu pridaje neku vrst inherentne vrijednosti ili moći: tko u materijalnom predmetu vidi magijsko ili božansko značenje, pogrešno mu pripisuje inherentnu vrijednost koju on ne posjeduje (odatle i Marxov pojam fetišizma robe: to je vjerovanje da predmeti kontroliraju nas, tj. utječu na naše djelovanje, a ne obratno).
U 19. st., engleski etnolog Edward Burnett Tylor i škotski etnolog John Ferguson McLennan smatrali su da koncept fetišizma omogućuje povjesničarima religije da preusmjere pažnju s odnosa ljudi prema bogu na odnos ljudi prema materijalnim predmetima. Također su smatrali da je fetišizam uspostavio modele uzročnog objašnjenja prirodnih fenomena.

## Fetiši
Krv se obično smatra naročito moćnim fetišem ili sastojkom fetiša. U nekim dijelovima Afrike, kosa bijelaca također se smatrala moćnom.
U tradicijama kultura širom svijeta uobičajeni su fetiši i drugi su predmeti i tvari, poput kostiju, krzna, pandži, perja, vode s određenih mjesta, nekih vrsta biljaka i drva.

## Fetišizam u Marxa i Freuda
U 19. st., Karl Marx je usvojio taj pojam kako bi opisao važnu komponentu kapitalizma, fetišizam robe. Danas je fetišizam robe i kapitala središnji pojam marksizma.
Sigmund Freud je tim pojmom nazvao oblik parafilije kod koje je predmet žudnje određeni dio tijela ili određeni neživi predmet.